# 空耳アワー
「空耳アワー」（そらみみアワー）は、テレビ朝日系列の深夜・バラエティ番組『タモリ倶楽部』内で放送されていたミニコーナーのひとつである。

## 概要
視聴者から「日本語以外で歌われているが、あたかも日本語のように聞こえる歌詞=空耳」の投稿を募り、制作サイドでつけたイメージ映像を交えて紹介するという内容である。出演者は『タモリ倶楽部』の司会を務めるタモリと「ソラミミスト」と呼ばれる安斎肇が司会進行を行う。『タモリ倶楽部』の21番目のミニコーナーであるため、基本的に番組の後半に放送されていた。
その人気は高く、過去の空耳をまとめたサークル「空耳アワー研究所」が、空耳アワーが開始した1992年から活動を行っており、コミックマーケットの時期に同人誌である「空耳アワー大辞典」を発行している。2021年4月には、ナタリーのコラムとしてサークルの主催者がインタビューを受けており、この際、常連投稿者であった高橋力（たかはし つよし）が2019年10月1日に死去したことも改めて公表している。

### 「空耳アワー」における「空耳」
元来「空耳」とは、聴覚の幻覚である幻聴や、聞こえても聞こえない振りをすることを意味するが、「空耳アワー」では「洋楽の歌詞の音韻をダブル・ミーニングやぎなた読みなどを利用して、意図的に違う文としてとらえること」を「空耳」と呼んでいる。空耳アワーで言う「空耳」の類義語として、モンデグリーンということばがある。
また、必ずしも「遊び」とは呼びがたいが、以前から諸外国の言語を響きの似た日本語に置き換えるという発想は存在した。
What time is it now?（今は何時ですか?）→「掘った芋いじるな」
ジョン万次郎が帰国後に教えたとされる言葉。なお、この逸話自体の真偽は不明。
I surrender.（私は投降します）→「愛されんだぁ」
日本兵に向けたビラに、軍から取り残された時のための言葉として岡繁樹（1878 - 1959、日本からの帰化アメリカ人）が書いたもの。「I surrender」は、SF作家のコードウェイナー・スミスが中国軍向けの情報将校だった時代に、「中国語の単語三文字の組み合わせ」で、中国人兵士に言わせていたこともある。なお、空耳アワーではレインボーの「アイ・サレンダー」が3度採用されたことがあり、そのうちの一つに「踊り頑張ってみぃ 朝練だ 朝練だ 君の苦労は見てんだ」という空耳が紹介されていた。

## 歴史

### 「空耳アワー」以前の他局の企画
1972年10月14日から1986年9月まで、ラジオ関東（現在：ラジオ日本）で過去に放送されていた、『アメリカントップ40』（ラジオ関西でも遅れネット）の番組中で、同局アナウンサーの坂井隆夫が、1980年ごろより「坂井隆夫のJoke Box」という日本独自のコーナーで「空耳アワー」にそっくりの企画を放送していたが、本コーナーとの関連性は不明である。
また、ニッポン放送の『笑福亭鶴光のオールナイトニッポン』の投稿コーナーで1982年ごろから始まった「この歌は、『こんな風』に聞こえる」でも同様の企画が放送されていた。この番組が直接のヒントとなったとされている。
1989年に始まった『スーパーFMマガジン・坂崎幸之助のNORU SORU』内にも空耳を題材にしたコーナー「ジョビジョバポップス」が存在していた。

### 「あなたにも音楽を」
「空耳アワー」のミニコーナーの元々は、1992年4月3日放送分から開始された「あなたにも音楽を」というミニコーナーであった。初回のパーソナリティーは、当時『タモリ倶楽部』の構成を担当していた町山広美であった。このミニコーナーに自信があったため自ら出演し、番組のスタッフらが作ったネタを発表した。
このコーナーの本来の趣旨は映像に「テーマ曲」として、一見場違いだが詞の内容が映像の内容に繋がるような音楽を入れることによって、「（本来の映像と）全く違う、美しいもの、きれいな、面白い」（スタッフ談）映像にするという言葉落ち的なもので、コンセプトは「人に名前があるように、あらゆるもの状況にテーマミュージックがある」であった。初回で初めて発表されたのは、重量挙げの映像に『日本一の色男』の劇中歌「どうしてこんなにもてるんだろう」が被さるものであった。その直後、空耳ネタの1作目としてアース・ウィンド・アンド・ファイアーの「Getaway」（"I know we can"という歌詞が「青森県」に聞こえる箇所がある）が披露される。

### 「空耳アワー」としてレギュラーコーナー化
その後、徐々に内容がミニコーナーの趣旨から外れてきたということで、1992年7月3日放送より現在の「空耳アワー」というコーナー名に変更になった。
取り上げられる楽曲も日本語以外で歌われる曲になる。
1995年8月18日放送分の「第4回空耳アワード」をもっていったん終了したが、1996年1月5日放送分の「帰ってきた空耳アワー名作30連発」から再開された。

### 終焉
番組末期には規制強化、権利関係の都合、意外と予算がかかる点などから、放送関係者からは先を危ぶむ声も出ていたという。そんな中、2020年より国内でも新型コロナウイルスが流行、2020年4月10日の放送をもって1995年以来のコーナー休止に至った。
その後、同年10月30日の放送から再開されたが、同年11月13日放送分で以前のように毎週放送ではなく、年2回程度の不定期放送となることが発表された。その後、2023年4月1日をもって番組が終了することに伴い、最終回前週となる3月25日の「頑張ったけどスベったらゴメンね ALL新作空耳アワー」をもって本コーナーも終了した。

## 構成

### コーナーの流れ
当コーナーのオープニング映像は、背景が“空”（青空に雲）が流れ、中央部分に大きな“耳”のCGと「空耳アワー」のテロップが映し出される。タイトル曲を歌っているのは、同番組のナレーターであった武田広（HIROSHI）と、シンガーソングライターの辛島美登里（MIDORI）の2人。合わせて（HIROSHI&MIDORI）。
2016年9月2日に『タモリ倶楽部』のオープニング映像が変更されたのと同時に、「空耳アワー」のタイトル画面もコーナー始まって以来、大幅に変更された。背景が空、中央部分に耳という構成は変わらないものの、その形状や色調などが浮世絵風なものとなった。また、「HIROSHI&MIDORI」のクレジットも表示されなくなった。
司会のタモリが「誰が言ったか知らないが、言われてみれば確かに聞こえる『空耳アワー』のお時間がやってまいりました。お相手は、こちらのお方です」の挨拶から始まり、ソラミミストの安斎を紹介。画面上の座り位置は安斎が左、タモリは右である。オープニングでは、安斎の近況（安斎自身の個展などのイベント告知も含む）や『タモリ倶楽部』のその回の企画に関することなどを話し（OAではカットされる場合もある）、そのあと視聴者から投稿された「空耳」作品を、1〜3作品紹介する。紹介の際にアーティストの名曲が紹介されることもあり、タモリが「え？　ありますか?（※これまで何度も聴いて、日本語に聞こえる部分は無かったと思うけれど本当にあるのか、と問いただすニュアンス）」などと言う場合がある。
「空耳」で日本語に聞こえる歌詞は、イントネーションや文章の構成、内容が日本語に近いものもあれば、意味不明なものや不自然なものもある。
画面下に曲名・アーティスト名・投稿者の都道府県と市区郡町村名・投稿者名をテロップ表示、作品VTRを見た後で、その「空耳」の部分が本当は何と歌われているのかを確認するため、画面下にテロップで実際の歌詞が表示され、タモリと安斎はモニターに表示された、歌詞を見て「空耳」に当てはめて歌う。絶妙な作品が登場したときは、安斎が再現VTRが終わる前から笑いだしたり、「えー! 何これ?」などと驚愕したり、「（空耳の歌詞を）言ってるねえ」と突っ込んだり、「（元の歌詞○○）とは言ってないよ!」と元の歌詞自体否定することもある。正反対に、投稿された空耳があまりに強引すぎる場合は、タモリが苦笑して「聞こえないよ!」「言ってないよ!」「違うよ、これは!」「何だこれ!?」などとツッコミを入れることもある。また、タモリが特に気に入ったり、発音を確認したい作品VTRは、タモリのリクエストでもう一度流されることがある。最後にタモリが投稿者に送る賞品（詳細は賞品を参照）を決める。
エンディング部分では、当コーナーのみのテーマ曲である、Brian Hyland / 『Baby Face』のBGMが流れて、タモリが「皆さん方もどんどん探して（「どんどん聞いて」の時もある）送ってください。宛先はこちらです（タモリが手で、宛先が表示されているテレビ朝日の住所テロップに向かって動作をする）。お待ち申し上げます（タモリと安斎が一礼をする）」と言い、コーナーは終了する。コーナーの不定期放送化後も、次回予告前のワンカットで同様の応募告知が流れている。

### 賞品
投稿者には、1作品につきタモリの選択により評価の高い順に
| ランク（順位） | 賞品                    | 開始時期     |
| -------------- | ----------------------- | ------------ |
| 1              | ジャンパー              | 1992年5月 -  |
| 2              | Tシャツ（フリーサイズ） | 1992年5月 -  |
| 3              | 耳掻き（ソラミミかき）  | 2007年10月 - |
| 4              | 手ぬぐい                | 1992年4月 -  |

のいずれか1つの賞品（例外あり）が贈呈される。
1992年4月の当ミニコーナー開始当初は、賞品は手ぬぐいのみであったが、同年5月にはTシャツとジャンパー、2007年には耳掻き（ソラミミかき）が追加された（後述）。贈呈が最も多かったのは手ぬぐい。Tシャツは2006年ごろまで、年間30件前後の投稿に対して進呈されていたが、2007年に耳掻きが登場してからは従来のTシャツ相当の作品で耳掻きが進呈されるようになり、現在では年間でも数件程度しか進呈されなくなっている。このため、現在ではTシャツは「ジャンパーにあと一歩」という意味合いを持つ賞品となっている。ジャンパーは余程の優秀作・傑作でもない限りプレゼントされない。2003年3月14日放送分から2007年5月25日放送分までのおよそ4年間ジャンパーが出なかったこともあり、「空耳アワード2007」内の「空耳10大ニュース」で紹介されたほどである。
Tシャツより上だがジャンパー未満のように、上記のランクに当てはまらない場合には、Tシャツとソラミミかき（2014年11月14日放送分）、Tシャツと手ぬぐい、ソラミミかき2種類（2008年6月20日放送分、後述）のほか、その他の商品（はがき、吸盤など、通常の商品に加えられる場合と加えられない場合がある）が進呈されたことがある。
ボツに近い手ぬぐい以下の作品に対しては、タモリがたまたまセット内で目にした物が送られることがある。挙げ句の果てには、ボツになった他の投稿者のコンパクトカセットが送られたこともあった。
1996年1月5日放送分の「帰ってきた空耳アワー名作30連発」では、ゲストの辛島美登里が新規製作のタイトルコールの収録テープをタモリに進呈し、見返りにお土産として手ぬぐいとTシャツとジャンパーの3点セットを要求したため、その場で彼女に進呈された。
投稿作品の中には、何ももらえなかった事例が幾つかある。これ以外に2007年5月4日放送分ではタモリと安斎が関係ない話に夢中になってそのまま流してしまい、評価をされないままコーナーが終わってしまった作品もある。
賞品の中では、手ぬぐいの人気が高く、ジャンパー・Tシャツ相当の優秀作であったにもかかわらず投稿者が「手ぬぐい希望」と添え書きしたばかりに手ぬぐいに変えられることもある。また「空耳アワー」と書くべきところを「空聞アワー」と書いてあり、ジャンパーのはずがTシャツになった作品もある（1995年8月4日放送分）。
安斎が言うには「タモリが聞こえるといったら高確率で手ぬぐい」だそうである。事実、「空耳アワード2006」では手ぬぐい作品が大賞を受賞した。タモリは「手ぬぐいでもチャンスがあるということだ」とますます開き直っている。
判断基準は少し曖昧で空耳の完成度が高くてもイメージ映像がつまらなかったりタモリの機嫌、安斎の遅刻などで「面白かったけど手ぬぐい」というケースがある。反対にタモリが「違う!」「聞こえないよ」と言うほどの作品でも演出や出演俳優の演技が受けジャンパー・Tシャツ評価になった作品もある。また各回の2作品目以降の評価においては直前の作品の内容や評価が影響する場合も多く、1作品目が特に高評価だったため2作品目は落差が大きくまともに評価されずにコーナーを終わらされてしまったケースもある。
窪塚洋介が東京スポーツ映画大賞で、空耳Tシャツを着ていたのを受け（実は偽物で胸の英語の部分が違う）、急遽Tシャツを獲得した投稿者を集めた「Tシャツ同窓会」（2002年4月5日放送）が行われた事もある。この企画に出演した浅草キッドは「窪塚くん本人が来たら2H（=2時間特番）」と宣ったが、実現はしなかった。
また、2002年3月1日放送分の（タモリがメイン司会を務める）『ミュージックステーション』（テレビ朝日系列）で生出演した、SOPHIAの曲「HARD WORKER」が「英語詞なのに日本語に聞こえる」という仕掛けを持っていたため、トークで松岡充が「ジャンパーが欲しい」という旨の発言をした。タモリは「（曲は）なかなか良く出来ている」としながらもジャンパー進呈には悩む様子を見せ番組はそのまま終了したが、後に松岡がラジオなどで「番組の後でタモリさん直々に下さった」と結局入手したことを明かしている。「空耳アワー」以外の場で賞品が進呈された珍しい例である。2002年9月27日放送分の音楽番組『ミュージックステーション』（テレビ朝日系列）内で、サザンオールスターズの桑田佳祐が手ぬぐいを持参してきたことがあり、メイン司会のタモリを笑わせていた。2021年5月1日に放送された『ブラタモリ』「埼玉・深谷〜“近代日本経済の父”はなぜ深谷で生まれた?〜」（NHK総合）では、案内役として出演した元渋沢栄一記念館学芸員の女性が、かつて空耳アワーに投稿し（1997年2月7日放送）獲得したTシャツを持参、番組内で「あの番組のレアな賞品」と字幕で紹介された。
「空耳アワード2005」の中で、賞品の評価基準に触れられ、以前は「ややウケ=手ぬぐい、バカウケ=Tシャツ、大爆笑=ジャンパー」だったが、現在は「1位=ジャンパー、2-4位=Tシャツ、5位以下=手ぬぐい」（この時はまだソラミミかきは無かった）になっていると紹介された。タモリは否定していたが、今後このランキングを正式基準にすることを発表した。しかし、「空耳アワード2005」の後数回で話されなくなった。ちなみに、ランキングは40位まであるといわれている。
「空耳アワード2006」後編では、常連投稿者の「手ぬぐいがたまっているので、他の賞品を考えて欲しい」との意見（しかしその常連投稿者は「そのようなことは書いていない」という）を基に新賞品を考案。コースター、栞、ポケットティッシュの3品が候補に挙がりコースターが有力視されたが結局スタッフの無気力や予算面の都合からボツとなり、追加・変更は見送られた。その後、2007年に「ソラミミかき」なる耳掻きが登場した（安斎デザインの右耳とタモリデザインの左耳が描かれた板が付いた2種類があり、どちらがもらえるかはタモリがどちらを手に取るか次第である。2008年6月20日放送では左右両方の耳かきを獲得した作品が生まれた）。
「空耳アワード」のグランプリにも賞品（湯飲みなど）が贈られる（前述）。
2010年には「手ぬぐいの在庫が切れた」ということで、タモリや安斎、みうらじゅん、土屋礼央により、新しい手ぬぐいを数量限定で製作するという企画が番組本編で行われ、タモリ・土屋版と安斎・みうら版の2タイプの新手ぬぐいが製作された。手ぬぐいの出来が良かったためか、通常であれば賞品は手ぬぐいレベルであってもタモリが出し惜しみをして、その代わりに耳かきが賞品になる事態が起きている。このため、本来は耳かきレベルの作品に対しても、新手ぬぐいが賞品となっている。
2010年下半期からは、NIGOが「空耳アワード」に2008年以降レギュラー出演している縁（本人曰く「年一レギュラー」）で製作したジャンパーが賞品として採用されている。2011年3月25日放送回の「空耳アワード2011」前編で、有名人投稿企画にてくるりの岸田繁が投稿した作品に初めて贈られた。その1年半後の、2012年8月24日放送回で初めて一般の獲得者が現れた。そのため翌週8月31日放送回からジャンパーがパープルバージョンにリニューアルされたが、同年10月12日放送回でもジャンパー獲得者が現れたため、翌週10月19日放送回から今度は白と黒のストライプバージョンにわずか2か月の間にリニューアルされるという異例の事態となった。ちなみにリニューアルされたジャンパーもどちらもNIGO製作の物。この事態を番組では「ジャンパーバブル」と称している。
2015年10月30日、11月6日放送回では二週連続ジャンパー獲得者が現れた。一週目にNIGO製作の一品物のジャンパーが賞品として出されてしまったため、二週目の投稿者には、2010年以前に使われていた番組の作った従来のジャンパー（番組内では「ペラペラのやつ」と表現されたもの）が送られた。大量に在庫が残っているため、今後は従来のジャンパーが賞品となることが翌週の放送でテロップにより告知された。なお、二週連続ジャンパーが出されたのは、1995年5月12日、5月19日以来20年ぶりのことである。
2021年9月10日放送回「夏のセンバツ学生作品も激アツ!空耳アワー'21サマーコレクション」では、ジャンパー獲得者が2名現れた。2人目の獲得者は、当初タモリにジャンパーは難色を示されたものの、スタッフより「在庫がある」と知らされたため進呈されることとなった。
また、「空耳アワード2019」から始まった動画投稿で採用されると、「空耳監督メガホン」（折りたためるタイプのメガホンにシールが貼られている）が評価に関係なく別途贈呈される。

### 空耳オブジェ
「番組美術からのお願い!空耳オブジェを作って下さい!!」（2011年10月8日放送分）の企画にて、毎回「空耳アワー」でテーブルの上に飾りとして置かれていた「空耳オブジェ」が不慮の事故で壊れてしまい（その前週である、2011年10月1日放送分で壊れたことが発覚し、この回ではオブジェが撤去されていた）2代目「空耳オブジェ」を出演者全員で専門家の指導の元に製作する回があった。
3名のエキスパート（専門家）をゲストに招き入れ、自ら図案を製作した「空耳オブジェ」の中から1つを採用するコンペ方式。エンディング部分にて3作品製作したものは各自、番組に寄付することで合意を得て、毎週1〜3をローテーション方式で「新空耳オブジェ」を使用することになった。
| 空耳オブジェ名         | 機能性 |
| ---------------------- | --- |
| 旧初代「空耳オブジェ」 | - 美術スタッフの手作りで「空耳アワー」の耳を強調したデザイン。 - 製作費7,500円。 - 2007年2月から2011年9月まで使用されていた。                                                                        |
| ドイトモデルの新機能   | - 「空耳グッズ（手ぬぐい・耳かき・Tシャツ）を各段に入れる収納付き」。 - 木材で製作した「耳」の部分が引き出しになっていて各商品を引き出して取るシステム。 - 2011年10月15日から使用中。                |
| ヤサカモデル           | - 「空耳グッズ（手ぬぐい・耳かき・Tシャツ）が一目で分かる判定システム」。 - 耳の形をした飾りが付いており、スイッチを入れると耳の周りが青色のLED照明が点灯するシステム。 - 2011年10月22日から使用中。 |
| 武蔵野美術大学モデル   | - 「もう1つの空耳オブジェにトランスフォーム」。 - メタリックの絵柄のタモリの顔から真ん中から開けると「空耳アワー」の「耳」と「アワー」の泡が出てくるシステム。 - 2011年10月29日から使用中。          |

### 下ネタ表現
深夜番組ということで、下ネタが含まれる空耳も登場し、下ネタではない空耳作品でも性関係を示唆するVTRを制作する傾向にあり、ごく稀なケースとして空耳作品の原詞の日本語訳が性関係を示唆する物がある。
かつてVTR内には女性の乳房の露出もあったが、表現の自主規制からか、2003年を最後に乳首の露出はなくなり、その後は乳首を星マークで隠すなどしていたが、2005年ごろを境に画面に登場しなくなった。現在は「おっぱい」などと聴こえる空耳が出ても、映像では別の物に置き換えたり、水着やニプレスをつけた状態で描写するようになっている。
なお、2014年8月8日放送分の1番目の空耳のように、全裸姿の女性出演者の後ろ姿だけを映している作品もある。
また、男性器が登場することも多々ある。実際に下半身を露出している場合はモザイク処理されるが、作り物やシルエット描写、布柄やイラストなどによるソフトな表現はそのまま放映される。
男性の生理現象である勃起も、着衣したうえで表現されている。空耳アワード2012前編では、VTRの演出を担当する番組ADが、勃起の表現方法の移り変わりや、撮影シーンのメイキングを紹介した。
作品VTRに登場する男優の下着は白のブリーフが多く、童貞はメガネをかけている描写が多い。
なお、VTRでは直接登場させることができない下ネタが含まれる空耳については、意図的に別の表現に変更することがある。

### 空耳役者
楽曲と共に放映されるVTRの出演者は、そのほとんどが制作スタッフやスタッフの身内、小規模プロダクションの所属俳優やお笑い芸人が多く、中には作品に頻繁に登場する「空耳俳優」もいるものの、低予算の深夜番組であるため、世間で広く知られているような人はまれにしか登場しない（空耳アワー作品に出演したことのある著名人も参照）。子役についても中学入学時などの分かれ目に引退しなおかつ現在の連絡先も不明のケースが多く、ほとんどの子役が引退していると「空耳アワード2012」にて語られている。エロチックな作品ではAV女優を起用することもある。
ただし、同局のトーク番組『徹子の部屋』出演時に撮影された写真画像を引用して、間寛平、ジュディ・オング、そのまんま東（当時）などが出演したこともある。また、タモリ曰く「昔はプロデューサーの行きつけの高級クラブのお姉ちゃんとかもよく出てた」とのことである。
空耳部分に「安斎」とあった際には、安斎が実際にVTRに出演したが、空耳部分が「タモリ」の時はタモリの白黒の顔写真、タモリの顔写真の面をかぶった別人、タモリをデザインしたユンケルの風船人形、タモリをイメージしたサングラスとカツラ、テレビ朝日本社のアトリウム（エントランスホール）にある『ミュージックステーション』のコーナー（直近に放送された回の出演アーティストが書いたサイン色紙を展示）に飾ってあるタモリの蝋人形などが出演した。
また、出演者の都合などのいわゆる大人の事情により、過去に発表された空耳作品の映像を後年、別の出演者で新たに撮り直したものに差し替えられた作品もある。

#### 空耳アワードで紹介された空耳役者
- 及川達郎 - 2010年より出演。本職はイラストレーターである[11]が、妻の勧めで俳優業[注釈 31]を始めることとなった。空耳アワード2011で顔写真と氏名が紹介された。余談だが、タモリとは2009年に放送されたアコムのCM「計画CLUB 会食計画篇」で共演している[13]。
- 野田美弘 - 1990年代後半ごろより出演しており、現在メインで出演している役者陣の中ではベテランの部類に入る。萩原流行に顔が似ており、タモリがVTR視聴後に「出演されているのは萩原流行さんではない」とネタにしたことがあった。空耳アワード2011で顔写真と氏名が紹介された。空耳アワード2013では、千葉マリンスタジアム（現：ZOZOマリンスタジアム）で千葉ロッテマリーンズの選手紹介やヒーローインタビュー呼び出しのアナウンスを担当していることが紹介された（なおスタジアムDJは2021年3月7日をもって卒業[14]）。
- 菊川浩二[15] - 2000年代初頭より出演しており、上の野田美弘とともにベテランの部類に入る今田耕司似（六角精児談）の俳優。
- 有田久徳 - お笑いコンビ「ダンサブル」の片割れ。下ネタのVTRに出演することが多く、その際は尻や下半身を露出するシーンが多い。空耳アワード2011で顔写真と氏名が紹介された。空耳アワード2012では「尻男優」として紹介され、インタビューで自分の尻へのこだわりを明かした。2006年より出演。
- キンパラヒロキ（金原弘樹） - お笑いコンビ「ネモキン（旧名：アクアライン）」の片割れ。相方・根本ユタカ（根本豊）との出演経験もある。空耳アワード2011で顔写真と氏名が紹介された。2011年まで出演。
- 中山裕介 - 同じ本名を持つ俳優とは別人。ボクシングプロテスト合格経験あり。空耳アワード2011で顔写真と氏名が紹介された。2013年まで出演。

このうち及川、有田、中山、野田の4人はくるり（ボーカルの岸田繁は番組の準レギュラーであり後述のように投稿・採用経験もある）の「chili pepper japonês」（アルバム『坩堝の電圧』収録）に「空耳俳優」として出演している。
- 上原袈裟俊 - 2002年より出演しており、空耳アワード2008で、空耳10大ニュースの第6位にて喜寿を迎えたことが取り上げられ、上原の出演作品を振り返った。空耳アワード2011では顔写真と氏名が紹介された。2011年まで出演。
- 山元豊洋（ハウフルス） - 当番組のディレクター経験者。BEGINのボーカル・比嘉栄昇に似ているため番組内では「ビギン」と呼ばれていた。出演のみならず、VTRに登場するイラストを制作することもあった。2012年現在は番組を離れている。空耳アワード2007の空耳10大ニュースの第3位では、新川ディレクターと共に、空耳のVTR撮影のためにわざわざ白馬岳[注釈 32]へ登頂したことが取り上げられた。また、同じく空耳アワード2007の10大ニュース第1位では「ビギンブーム到来!」と、山元が出演する作品はTシャツを獲得する確率が高いことが取り上げられ、過去の出演作品が紹介された。さらに空耳アワード2008の空耳10大ニュースの第3位では、空耳のVTR撮影に訪れた東京電機大学で同学生からサインを求められ、それに応じたことが取り上げられた。
- 藤田佳彦 - 本職は行政書士。小さいころから役者としてテレビに出たいという夢を持っていたため、45歳の時に役者事務所に登録した。空耳アワード2017にて、2017空耳主演男優賞を受賞し、インタビューや仕事光景や多彩な趣味などが紹介された。2015年より出演。事務所から「ブーメランパンツを履いて身体に金粉を塗る仕事[注釈 33]があるんだけど行くか?」と紹介されたことがきっかけで、空耳VTRに出演するようになった。
- 金枝修 - 元々は浅草にあった老舗ねじ問屋「鋲定」の4代目社長だったが、51歳の時に会社と実家の土地を売却して引退。その後、余った時間を活かすために、昔から興味があった役者業を始める。空耳アワード2017にて、2017空耳準主演男優賞を受賞し、インタビューや自身のプライベートが紹介された。また、この時のインタビューでは、下ネタや服を脱ぐ[注釈 34]シーンへの出演を断っていることを明かしている。

#### その他
1990年代まで出演
- 秋田宗好
- 鈴木和浩
- 関根康史 - 2002年ごろまで岩井ジョニ男とともに「バカ王子」という漫才コンビで活動していた。
- 高崎隆二

2000年代前半まで出演
- 今井彰一 - お笑い芸人「汗かきジジイ」としても活動
- 岡本純治
- 小川パンプキン
- 川品雅子
- ザ・たっち
- 窪田かね子
- 山崎祐世
- 山本華世
- 米谷真一
- 渡辺城太郎

2000年代後半まで出演
- 遠藤匠
- 木村木 - 役者業の傍ら、もんじゃ焼き屋の店長も務める[注釈 35]。
- 清水恵美
- 高村信
- 馬場真彦
- 星川みなみ
- 山崎浩

2010年代前半まで出演
- 荒井武司
- 柿辰丸 - 悪役商会所属。
- 末次浩一
- 二階堂栄
- 根本豊
- 福島祐次
- 星野あかり
- 山口貴之
- 山本啓之

2010年代後半まで出演
- ANZEN漫才（みやぞん、あらぽん） - それぞれピンでの出演のみで、コンビでの出演はない。
- 石田亮介
- 小田飛鳥
- お見送り芸人しんいち
- 柿弘美
- 門脇のりや - お笑いコンビ「サツキ」の片割れ。
- 斉藤ひかり
- 涼原ゆき
- ティーチャ - お笑いコンビ「めいどのみやげ」の片割れ。
- 中島せいや - 当番組のカメラマン（前述）。頭髪に関わる空耳に多く出演。
- 七海なな
- ねろめ（根路銘恵吾） - お笑いコンビ「ピンポン」の片割れ。
- パニーニ（木坂哲平、飯沼博貴） - コンビでもピンでも出演。
- 真中乃亜
- 望月ムサシ

番組終了まで出演
- 河合恭嗣
- 頑張れヒロムくん - お笑いトリオ「お団子まんじゅう」の元メンバー。
- ダラニ - お笑い芸人のYouTuber「REI NO ORERA」の元メンバー。
- はっちゴーゴー!!
- 浜辺のウルフ - お笑いトリオ「モストデンジャラストリオ」の元メンバー。
- 古沢一郎

### 投稿方法
投稿はコーナー開始当時から2019年1月までははがきでの応募のみであったが、2019年2月より番組公式サイトの応募フォームでも投稿を受け付ける様になった。
コーナー初期には、空耳曲を収録したカセットテープと手紙を添えた封筒が送られてきたこともあった。しかし、料金不足で送付されたものがあり、不足分の料金を番組側で支払わなければならなかったためタモリが当コーナー内でその件に触れて苦言を呈し、禁止となっていた。
2019年11月8日に放送された「第22回『空耳アワード2019』後編」番組内で、「空耳働き方改革」と題し「投稿者のみなさんにお知らせ」とのテロップに続き「働き方改革に伴う業務の外部委託」とし「空耳作品の完パケ納品を解禁」すると発表、空耳ネタを見つけた本人が自ら“空耳作品”映像を制作・投稿する「動画応募」を解禁した。こちらは番組公式サイトの応募フォームに動画をアップロードする形式で受付を行っている。

## 収録について
通常は、その日の企画におけるロケ地（テレビ朝日やハウフルスの会議室や各企業の会議室、飲食店、和室など）で収録され、2人の後ろにはその企画で使われた、セットや小道具などの残骸が残されている。だが、「空耳アワー」として固定されているセットとしては、タモリと安斎の2人の真ん中に「空耳アワー」としての最高の評価商品（背中側に「TAMORI KU楽BU」と描かれているジャンパーが毎回掛かっている）と安斎側に黄色の板に安斎が描いた、キャラクターが描かれているのと木で作られた円盤の机が置かれており、空耳オブジェ（後述）や評価の際にタモリが提示する商品（手ぬぐい、ソラミミかき、Tシャツ）がその上に置かれている。
安斎が本編にも出演する場合、移動中のバス・鉄道車両の中や、作業場などで「空耳アワー」を紹介することもあり、その際、本編に出演したゲストも当ミニコーナーに出演する場合もある（特に2週にわたる場合や鉄道関連に顕著）。2015年2月20日放映の「タモリ電車クラブJR初進出!鶴見線&南武線直通列車で満喫旅・前編」では本編の内容が濃すぎて空耳アワーを入れる余裕が無かったため、翌週2月27日放映の後編の最初と後半の2回に入れるという形になった。
また、2019年11月23日・30日放送の相模鉄道企画「夢の相鉄全線一筆書きツアー」では、23日放送分は当時開業前だった（後半放送日の11月30日に開業した）相鉄新横浜線（相鉄・JR直通線）の羽沢横浜国大駅で収録を行っており、安斎が同駅まで来ることが困難であったためコーナーが中止となり、30日放送分は相鉄の事務所と思われる場所での収録だったが安斎が遅刻したため収録途中からの参加となった（下記も参照）。
2週連続で同じ企画を放送した際に当コーナーは2本分まとめて収録を行うことがあるが、収録の順序は放送順になっていないこともあり、2013年7月26日放送分では先に収録を行っていた8月9日放送分の内容にタモリが言及してしまう場面があった。

### 安斎遅刻時の対応
本業でも筆が遅く、時間にルーズであることで有名な安斎はこの収録によく遅刻をし、間に合った時はタモリから小言を言われている（2002年2月22日放送分では、それが説教に発展してしまい、作品の発表がなしになってしまう事態が発生した）。間に合わなかった時はタモリが1人で進行するか、その回の収録で出たゲストが同席する。先述の2019年11月30日放送分では市川紗椰が進行役となり、遅刻した安斎はタモリの後ろに座っていた。
なお、2004年は無遅刻無欠勤の偉業を成し遂げた（ただし、これは安斎が遅刻することを前提に彼にのみ集合時間が早く伝えられていただけであり、実際は遅刻している）。また、2006年も無遅刻を達成したが2007年初収録でいきなり遅刻した（フジテレビ系列『笑っていいとも!』の「テレフォンショッキング」に安斎がテレフォンゲストとして出演した際タモリが暴露）。その回は翌週の「空耳アワード2007」にも出演したマーティ・フリードマンが代役として同席し（安斎はコーナー途中から出演）、タモリがコーナーの最後の宛先紹介で司会はどちらがいいか投稿者から意見を募った。その後2008年3月14日放送の「空耳アワード2008」後編で、実際に投稿者から4通の手紙が届いていたことが明らかになった。内訳はフリードマン3通、安斎1通。
また、テレビ朝日本社内での収録の際に奥田民生が偶然見学に来ており、スタッフはこれ幸いとコーナー司会の代役を頼んだが、安斎が意外に早く到着したため（収録開始から5分ほど後）スタッフはしきりに残念がったという。来てしまったものは仕方ないので、奥田は司会では無くタモリの代わりの判定役で出演。手ぬぐいレベルの作品にもソラミミかきを出したので、タモリは「甘いなー」「大インフレだ」と嘆いていた。なお早々に代役を立てられたことに対し安斎は「5分しか遅れていない」と訴えたが「5分も遅刻、1時間も遅刻」とタモリは突っこんでいる。
東京が大雪に見舞われた2014年2月8日収録の回では、安斎は現場に到着せず、出演していたインパルスの板倉俊之がそのまま司会を務めた。
安斎は「空耳アワー」出演の依頼に対して「最初は嫌で苦手だったので1回のみ出演後は断ろうと思っていたが、その1回目の収録で大遅刻してしまい断りにくくなってしまったため、出演を続けている」と雑誌のインタビューで語っていたことがある。遅刻の理由の例として、「締め切りが過ぎた仕事を徹夜で片付けていて、出掛けに風呂に入ろうとしたが水だった」「冷蔵庫が安売りしていたので」「（代々木での収録で）間違えて代々木上原に行ってしまった」などがある。
末期には「空耳アワー」の収録において、安斎のみ予定よりも2時間前の集合時刻を伝えられていたとのこと（最初は「30分前」であったがあまりにも遅刻するため「1時間前」となり、その後さらにスタッフらは余裕の時間をとり「2時間前」になったとのこと）。

## 空耳アワード
「空耳アワード」とは、『タモリ倶楽部』の番組全体を使って、過去1年間の「空耳アワー」の作品を厳選し、分野別にダイジェスト形式にして数多くの作品を紹介、年間最優秀作品（グランプリ）を決定するという趣旨の拡大版。以下、「○○（数字）」は「空耳アワード○○」を指す（例：「2001」=「空耳アワード2001」）。
審査委員長・タモリと、ソラミミスト安斎の他にゲスト3〜4組を迎えて年間最優秀グランプリ賞を決定する。ナレーターは2018年まで武田広、2018年からは増谷康紀が務めている。
1992年から2003年は半年から数年に1度の放送だったが、2004年からは年に1回ペースとなり、2005年からは、前・後編の2週にわたって放送されている。通常は『タモリ倶楽部』内のレギュラー放送で放送されるが、2001年12月30日放送分の『2001』では、ネオプライムタイムの2時間スペシャルに進出した。
最優秀グランプリを獲得した投稿者には、その日のゲストから通常の「空耳アワー」の賞品ではない湯呑みやジャンパーなどが賞品として贈呈される。NIGOが出演するようになった2008年からは、A BATHING APEのロゴが入った自身デザインのファッションアイテムが賞品となっている。
「2004」以降、音楽ジャンル（部門）ごとにまとめて作品を紹介している。ただし、発表される部門はその年の投稿状況によって毎年異なり、例として「ワールドミュージック部門」は「2008」では設けられなかったが、「2009」では2年ぶりに復活している。また「2006」ではMasterpiece部門があったが、「2009」では同種の部門を名曲部門、「2010」ではグレイテスト・ヒッツ部門とそれぞれ呼んでいる。他には「HIPHOP部門」、「メタル部門」、「ロック部門」、「スーパースター部門」、「ディーヴァ部門」、「ワールドミュージック部門」など。一方音楽ジャンルに関係なく空耳ネタの内容や演出で分類した「アンダー部門」「VFX部門」などに分けられて紹介されることもある。
また、「空耳ニュース」として毎年、過去1年間の「空耳アワー」に関するニュースが紹介されるのも恒例となっている。取り上げられるトピック数に毎年差があるため、ランキング形式にて紹介する年や、幕間コーナーとして行う年など形式はさまざまである。

## その他の特別企画

### 21世紀に残したい空耳アワー大賞
「タモリ倶楽部 さよなら20世紀SPECIAL」内のコーナーとして放送した。大賞の審査は全空耳が対象であった。ゲストの組み合わせはクリスマスにちなんでいる（「クリス・ペプラー」+「マックス」）。

### 空耳アワー外国編
2001年12月30日放送分の「空耳アワード2001」内で放送。「海外で空耳アワーの類似企画が放送されている」との触れ込みの後、海外のテレビ局が製作した映像を独自に入手したとの設定で放送された。イギリス（英語）版、ドイツ（ドイツ語）版、中国（中国語）版、ロシア（ロシア語）版が流されたがそれはすべてタモリと安斎がその土地の人間に扮して（例えば、ドイツ版ではバイエルン・ミュンヘンのユニフォームを着て付け鼻をし、日本語名をドイツ語に直訳したような名前テロップが表示され（タモリ="Wiese Wald"、安斎="billig zurückhalten"）、テーブルにはビールが置かれている）、その土地の言語のような適当な言葉を喋っているだけだった。安斎に至っては結局その国を代表する固有名詞に頼っていた（例：ドイツ版で「ベッケンバウアー」に引っ掛けて「ベッケンばんわ」、ロシア版で「フルシチョフ」）。タモリにとっては、駆け出し時代からの持ちネタ「インチキ外国語」を久々に披露する場となった。
放送内容は「邦楽の歌詞がその土地の言語ではこんな風に聞こえる」というもの。流れは、通常の「空耳アワー」と同じではあるが、空耳部分のテロップが外国語となること、曲が邦楽であることと紹介後にナレーターによる解説が入るところが違っている。最後の空耳募集の告知も外国語で表記される（テレビ局などの表記は実在のものではない）。また「賞品」も変わっている（ロシア版ではロシア帽など）。
その後、「空耳アワード2006」前編でも外国語の文章に聞こえる邦楽の歌詞を紹介した「逆空耳アワー」（コーナー名のバックの耳は反転した）が行われた。紹介された作品は2つで、いずれも浜崎あゆみの曲からマーティ・フリードマンが見つけた。この時は映像ではなく簡単なイラストで再現された。また「空耳アワード2008」後編においてもフリードマンは「逆空耳」を見つけ、2つ紹介された（このときは映像であった。B'z、mihimaru GTの楽曲より）。

### 新作コレクション
2020年4月10日を最後に通常の各週放送を休止して以降、新作の発表は不定期でまとめて行われている。空耳作品は、空耳アワードと類似の形式で、部門ごとに一気にまとめて紹介される。VTR前の安斎によるアーティスト・曲名などの紹介や、VTR後の原詞との比較などは行われない。全ての空耳の原詞が必ず紹介された通常回とは異なり、原詞の紹介が割愛される空耳もある。投稿者名のテロップもVTR前には表示されず、タモリが賞品を判定した際に表示される形となっている。その他に、様々な形で新作の撮影を試みたり、過去の名作を振り返ったりする特別企画なども行われている。

#### 新作・名作大放出!! 帰ってきちゃった空耳アワー復活祭
コーナー休止中の期間に寄せられた作品の新作紹介の後にグランプリ審査。グランプリの審査は全空耳が対象。

#### 空耳アワー'21スプリングコレクション
タモリが出演する空耳をスタジオにてその場で撮影するという特別企画が行われた。2010年代のレジェンド空耳として、空耳アワード2011・2012・2013・2014・2015のグランプリが紹介された。

#### 空耳アワー'21サマーコレクション
新作からのグランプリ選出は無し。ゲストの奥田民生とEBIが出演した過去の空耳が紹介された。
映像系専門学校3校に空耳の映像を作ってもらい大賞を決定する特別企画が行われた。

#### 頑張ったけどスベったらゴメンね ALL新作空耳アワー
最後の「ジャンパー」に選ばれたのは「言えない 言えない 言えない 言える」（スティーヴィー・ワンダー「ユー・アンド・アイ」（回想のB面）より）。出てきた役者が松のお気に入り俳優なうえ、曲調も相まって涙ぐむ一面もあった。また、この回では空耳アワーでは数少ない日本のアーティストの空耳が取り上げられており、採用されたのは日本のハードロックバンドVOWWOWの『Shock Waves』の空耳だった。
中盤、4,000本を超えるオンエア作品に対して1,500本以上ものボツ作品から選んだ「禁断のボツ作品」として紹介されたのは「葉っぱ 吸え〜」（アバ「ギミー・ギミー・ギミー」）で3回チャレンジしたにもかかわらずすべてがボツ。こちらには線香が贈呈された。
最後にマイベスト空耳として、
- 松 - 「パン 茶 宿直」（マイケル・ジャクソン「スムーズ・クリミナル」より）
- 星野 - 「農協牛乳」（プリンス「バットダンス」より）
- 安齋 - 「間に合わないや〜」（スティング「フラジャイル（スペイン語ヴァージョン）」より）※本人出演ビデオでもある。共演は渡辺祐。

をそれぞれ挙げて終了。

## 類似企画
- 類似企画は全国津々浦々に存在する。
  - STVラジオ『KANさんのアタックヤング』 - 「すきっ腹にダンゴ」（コーナー名はプロコル・ハルムの「青い影」の歌詞にちなんだもの。なお、空耳アワーでも同じ部分が「空きっ腹、パン、団子」に聞こえるというネタが投稿されている）
  - 『スーパーFMマガジン・坂崎幸之助のNORU SORU』 - 「元祖ジョビジョバポップス」（「あーら、ニヤケたケロンパ」と聴こえるジプシー・キングスの"ジョビ・ジョバ"の歌詞にちなんだ）
  - bayfm『POWER ROCK TODAY』 - 「ヘヴィメタル瞬間芸」
  - FM802『Around The MARK'E SONIC STYLE』 - 「幻聴アワー」（不定期実施）
  - KBCラジオでの中島浩二担当番組 - 「とこPON!ミュージック」（中島浩二の音楽で行こう）、「音楽捕物帳」（PAO〜N）
  - 東海ラジオ他『mamiのRADIかるコミュニケーション』 - 「空耳タイム」（「全国流行通信」内）
  - FM岩手『夕刊ラジオ』-「KATSU-DON☆Happy」火曜日18時15分頃放送。
- 『タモリのボキャブラ天国』（フジテレビ系列）でも空耳と同様のネタがいくつか採用された。タモリが品評会会長（審査役）として出演した『トリビアの泉 〜素晴らしきムダ知識〜』（フジテレビ系列）では「『キューティーハニー』の朝鮮語版歌詞の一部が「田代（たしろ）、田代、田代、ちゃんと亡命しろ」と聞こえる」というネタが投稿された。
- 朝日放送テレビで放送されている『探偵!ナイトスクープ』では「小ネタ集」の中でたびたび、外国映画のセリフがこのように聞こえるというネタが投稿されている。
- テレビ東京で放送されている『やりすぎ都市伝説』（当初は『やりすぎコージー』の1コーナー・後に不定期特番へ）では、毎回最後にサバンナの高橋茂雄が都市伝説と称して空耳を紹介している。このとき、司会の千原ジュニアから「おい!貴様それは本当だろうな!?」と尋ねられ、都市伝説（空耳）紹介後に「納得した!」という芝居がかったやり取りが行われるのがお約束となっている。
- 1990年代ごろ、長崎文化放送のローカル番組『いい朝NCC』のコーナーに空耳アワーが存在した。しかも、タイトルコールまで本家空耳アワーを再現したものであったが、内容はまったくの別物である（いわゆる音楽情報コーナー）。
- JFN系『ポピュラー・リクエスト・アワー』 - 1986〜1988年頃の月 - 木PM8:00〜8:55（途中まで金曜日も）に放送されていた番組のうち、木曜日（DJ：深野義和）に放送された「この曲はこう聞こえる」
- JFN『川谷絵音の約30分我慢してくれませんか』 - 「空耳我慢」

## エンディングBGM
- Brian Hyland／『Baby Face』

※「Best One オールディーズ」 MVCM-2302 （Universal Victor）のCDには、番組テーマ曲の「Short Shorts」とあわせて収録されている。
※この曲も歌詞の一部が「夕方、キュウリ捨てる」に聞こえるとの投稿があり、クリス・ペプラーは「完璧な空耳」と評価していた。
※「あなたにも音楽を」時代はオープニングBGMだった。

## 空耳作品として採用数の多いアーティスト
※作品数は2020年4月10日放送分まで
※10作品以上採用
※五十音順（個人名は苗字を基準）
- アース・ウィンド・アンド・ファイアー（21作品）
- アイアン・メイデン（12作品・13回）
- アット・ザ・ドライヴイン（10作品）
- アバ（17作品）
- アンスラックス（10作品）
- ヴァン・ヘイレン（18作品）
- ウータン・クラン（12作品）
- エアロスミス（19作品）
- エミネム（14作品）
- エルヴィス・プレスリー（10作品）
- オフスプリング（10作品）
- ガンズ・アンド・ローゼズ（12作品）
- キッス（12作品）
- クイーン（53作品）
- ザ・クラッシュ（12作品・13回）
- サイモン&ガーファンクル（12作品）
- ジェームス・ブラウン（21作品）
- システム・オブ・ア・ダウン（25作品）
- ジプシー・キングス（34作品）
- ジミ・ヘンドリックス（10作品）
- ジャニス・ジョプリン（11作品）
- ジューダス・プリースト（18作品）
- ジョアン・ジルベルト（16作品）
- スコーピオンズ（11作品）
- スティーヴィー・ワンダー（11作品）
- スリップノット（12作品）
- スレイヤー（21作品）
- セパルトゥラ（26作品）
- セリーヌ・ディオン（10作品）
- セルジュ・ゲンスブール（20作品）
- ダリル・ホール&ジョン・オーツ（10作品）
- ディープ・パープル（10作品）
- ディープ・フォレスト（10作品）
- ハロウィン（11作品）
- パンテラ（14作品）
- ビースティ・ボーイズ（19作品）
- ザ・ビートルズ（37作品）
- ビョーク（16作品）
- ビリー・ジョエル（16作品）
- ザ・フー（13作品）
- ブラック・アイド・ピーズ（10作品）
- プリンス（37作品）[注釈 41]
- ブルース・ブラザーズ（10作品）
- ボン・ジョヴィ（15作品）
- マイケル・ジャクソン（27作品）
- マライア・キャリー（10作品）
- メガデス（18作品）
- メタリカ（42作品）
- モトリー・クルー（11作品）
- ラムシュタイン（16作品）
- ランシド（12作品）
- リンプ・ビズキット（11作品）
- ルイ・アームストロング（12作品）
- レイジ・アゲインスト・ザ・マシーン（20作品）
- レインボー（22作品）
- レッド・ツェッペリン（27作品）
- レッド・ホット・チリ・ペッパーズ（23作品）
- ザ・ローリング・ストーンズ（16作品）
- AC/DC（18作品）

## 作品VTRに出演したことのある著名人
写真のみの出演の場合は出演者が多岐にわたるため割愛する。
※五十音順
- あびる優
- あらぽん（ANZEN漫才）
- アリtoキリギリス
- 安斎肇
- 石塚英彦[注釈 42]
- 井手らっきょ
- 岩井ジョニ男
- 内村光良（ウッチャンナンチャン）[注釈 43]
- ウルフルズ[注釈 44]
- 大仁田厚
- 尾形貴弘（パンサー）
- お見送り芸人しんいち
- 柿辰丸（悪役商会）
- 火災報知器
- 加藤清史郎[注釈 45]
- カズレーザー（メイプル超合金）
- カミナリ
- 川上つよし（東京スカパラダイスオーケストラ）
- 川村エミコ
- キラー・カーン
- クレイジーケンバンド[注釈 46]
- 桑野信義
- 小峠英二（バイきんぐ）
- ザ・たっち
- 清水圭[注釈 47]
- 霜降り明星
- せんだみつお
- ダイスケはん（マキシマム ザ ホルモン）[注釈 48]
- 高橋茂雄[注釈 43]
- 竹山隆範
- 玉置浩二[注釈 43]
- 近田春夫
- チョコボール向井
- デーブ・スペクター
- デニス
- 堂本光一（KinKi Kids）[注釈 49]
- タモリ
- 中島せいや[注釈 50]
- 中野浩一
- なぎら健壱
- ノッチ（デンジャラス）
- 野村義男
- バカルディ（現：さまぁ〜ず）
- はなわ
- 濱田マリ
- 林家こぶ平（現：林家正蔵）
- 林家パー子
- 林家ペー
- 髭男爵
- ビビる大木
- 深沢邦之（Take2）[注釈 51]
- 福山雅治
- ホルスタイン・モリ夫（モリマン）[注釈 52]
- ほんこん
- マイコーりょう
- 真壁刀義
- 松尾貴史
- 松村邦洋
- みうらじゅん
- みやぞん（ANZEN漫才）
- 村上知子（森三中）
- 茂出木浩司
- やす（ずん）
- 山田五郎[注釈 53]
- ユニコーン[注釈 54]
- 吉田照美
- 吉田靖直（トリプルファイヤー）
- 渡辺祐[注釈 55]

## 空耳アワー作品に投稿したことのある著名人
過去にはローリー寺西（現：ROLLY）、清水圭、大相撲の大関・武双山（現：藤島親方）、眞鍋かをり、安斎と仲のよい錦島親方（元前頭・敷島、現：浦風親方）から投稿もあった。また一時期ウルフルズのサンコンJr.が毎週のように「手ぬぐい希望」と書いて投稿していたが、採用されたのはたった1回（「空耳アワード2001」で事実上の特集として取り上げられウルフルズが3人揃ってコメント出演し、一度に3本も紹介された）。ネタを投稿する常連（ハガキ職人）に、あだ名をつけ（現在2人）、名前を呼ぶこともある。
その他、ネタが無いもしくは送られたネタに秀逸なものが無い場合、スタッフが見つけたネタが紹介されるケースが稀にある（コーナー内では一切触れないものの、「新宿区・高橋洋二」「横浜市・加藤トモヒサ」などの投稿者のネタがある）。また空耳の元詞が不明の時もあったり寺西は歌詞ではなくギターのノイズ音を空耳として紹介した事もあった。他にも、チン中村（銀杏BOYZ）、玉置浩二、敷島勝盛の3人はかつて紹介されたネタの存在する部分から発見した別の空耳を投稿した。また、メインの特集ではがきを募集したとき「○○（この中に主に手ぬぐいなどの評価が入る）希望」と書いた投稿者もいる。
※五十音順
- 安斎肇
- 安斎香代子（肇の妻）[注釈 61]
- 伊集院光
- 内村光良[注釈 62]
- 浦沢直樹
- 大橋裕之
- 加藤紀子
- 金澤ダイスケ（フジファブリック）
- 岸田繁（くるり）[注釈 63]
- 木村カエラ
- クリス・ペプラー
- 桑田佳祐（サザンオールスターズ）
- 佐伯チズ
- サンコンJr.（ウルフルズ）
- 敷島勝盛[注釈 64]
- 清水圭
- 城咲仁
- ダイスケはん（マキシマムザホルモン）
- 髙嶋政宏[注釈 65]
- 高橋茂雄
- 玉置浩二
- 近田春夫
- チン中村（銀杏BOYZ[注釈 66]）
- 野村義男
- ハマ・オカモト
- パラダイス山元
- 久本雅美
- 堀部圭亮
- 前山田健一
- 松たか子
- 眞鍋かをり
- 道尾秀介
- 武双山正士
- 森朗
- 山口一郎（サカナクション）
- ルーク篁（聖飢魔II、CANTA）
- ローリー寺西（現：ROLLY）